# Ministère de l'Énergie (Espagne)
Le ministère de l'Énergie, du Tourisme et du Numérique (en espagnol : Ministerio de Energía, Turisom y Agenda Digital) est le département ministériel responsable de la politique énergétique, de la promotion du tourisme et du développement numérique en Espagne entre 2016 et 2018.

## Missions

### Fonctions
Le ministère de l'Énergie, du Tourisme et du Numérique est responsable de la proposition et de l'exécution de la politique du gouvernement en matière d'énergie, de tourisme, de télécommunications, de société de l'information et de déploiement de l'agenda numérique.

### Organisation
Le ministère s'organise de la manière suivante : 
- Ministre de l'Énergie, du Tourisme et du Numérique (Ministro de Energía, Turismo y Agenda Digital)
  - Secrétariat d'État à l'Énergie (Secretaría de Estado de Energía) ;
    - Direction générale de la Politique énergétique et des Mines ;

  - Secrétariat d'État à la Société de l'information et au Numérique (Secretaría de Estado para la Sociedad de la Información y la Agenda Digital) ; 
    - Direction générale des Télécommunications et des Technologies de l'information ;

  - Secrétariat d'État au Tourisme (Secretaría de Estado de Turismo) ;
  - Sous-secrétariat de l'Énergie, du Tourisme et du Numérique (Subsecretaría de Energía, Turismo y Agenda Digital) ; 
    - Secrétariat général technique.

## Histoire
Le ministère de l'Énergie est créé à la formation du second gouvernement de Mariano Rajoy le 4 novembre 2016, avec la scission du ministère de l'Industrie, de l'Énergie et du Tourisme.

## Titulaires depuis 2016
| Nom                                                                        | Nom          | Dates du mandat | Dates du mandat | Parti | Gouvernement(s) |
| -------------------------------------------------------------------------- | ------------ | --------------- | --------------- | ----- | --------------- |
|                                                                            | Álvaro Nadal | 04/11/2016      | 07/06/2018      | PP    | Rajoy II        |
| Dans l’intervalle entre deux mandats, le ministre sortant assure l’intérim |              |                 |                 |       |                 |